# Halvtårn
Et halvtårn  eller åbent tårn (tysk: Schalenturm (skaltårn), Halbschalenturm eller Schanzturm) er et befæstet stenstårn i en ydermur eller slotsenceinte (hovedmur), som er åben eller kun let konstrueret på bagsiden. Tårne af denne type blev blandt andet brugt i bymure. Byport ekunne også indgå som en særlig type halvtårn.
Formålet med tårntypen var, at man kunne forsvare sig udadtil, men i en erobringssituation ville angibere ikke være beskyttet af mure på indersiden, og forsvarerne kunne således stadig beskyde modstanderen.

## Beskrivelse
I modsætning til lukkede tårne, der var helt omsluttet af mure, var halvtårne åbne mod indersiden, typisk den side, der vendte ind mod byen eller mod en borgs indre gård (bailey). På denne side forhindrede et trægelænder på hver etage personer og genstande i at falde ud. Nogle gange blev den åbne side lukket med træplanker eller svagere bindingsværksvægge. Tårne, der er helt åbne i både top og bagvæg, kaldes åbne tårne, mens dem, der kun er åbne i de nederste etager (dvs. den øverste etage er muret og overdækket), kaldes delvist åbne tårne.
De fleste halvtårne havde en halvcirkelformet grundplan, men nogle var rektangulære.

## Eksempler
Halvcirkel-formede halvtårn
- Bergerschanzturm i Aachen, Tyskland
- Endingerturm i Rapperswil, Schweiz
- Haldenturm i Rapperswil
- Karlsturm i Aachen
- Schildturm i Aachen
- Dover Castle, Kent, England
- Framlingham Castle, Suffolk, England
- Orford Castle, Suffolk, England (muligvis)
- Wehrturm am Gänsbühl i Ravensburg, Tyskland

Tårne i bymure
- Dinkelsbühl, Tyskland
- Bad Hersfeld, Tyskland
- Einbeck, Tyskland
- Freiburg im Üechtland, Schweiz

- Bitzenturm, Ahrweiler
- Dinkelsbühl
- Ravensburg
- Sisteron (Sydfrankrig)

Rektangulære halvtårne
- Krichelenturm i Aachen
- Schänzchen i Aachen
- Porte d'Orange i Carpentras, Frankrig

Tårne i bymure
- Payerne, Schweiz
- Ston, Kroatien
- Głogów, Polen
- Avignon og Aigues-Mortes (illustreret)

- Payerne
- Ston
- Głogów
- Avignon, Aigues-Mortes